# Maršov (Brno-vidéki járás)
Maršov település Csehországban, a Brno-vidéki járásban. Maršov Svatoslav, Braníškov, Javůrek, Lesní Hluboké és Lažánky településekkel határos. Lakosainak száma 532 fő (2024. január 1.).

## Népesség
A település lakosságának változását az alábbi diagram mutatja:
| Lakosok száma | 531  | 625  | 640  | 575  | 467  | 475  | 497  | 517  | 526  | 532  |
|               | 1869 | 1900 | 1921 | 1961 | 1980 | 2011 | 2016 | 2019 | 2021 | 2024 |